# Ramón Tejado Librado
Ramón Tejado Librado (ur. 20 kwietnia 1915 w Alcázar de San Juan, zm. 16 sierpnia 1936 Fuente el Fresno) – hiszpański franciszkanin, alumn, męczennik chrześcijański i błogosławiony Kościoła rzymskokatolickiego.

## Biografia
Urodzony w Alcázar de San Juan (prowincja Ciudad Real) 20 kwietnia 1915 roku. Rodzice Natalio i Joaquina byli bardzo ubodzy, mieli sześcioro dzieci. Ojciec nie był wierzący, zaś matka należała do Trzeciego Zakonu św. Franciszka. Ramón był ministrantem w kościele parafialnym pw. Matki Bożej. Bierzmowano go 10 listopada 1919 roku. Wstąpieniu do zakonu początkowo sprzeciwiał się ojciec. Ostatecznie Ramón rozpoczął naukę w niższym seminarium duchownym franciszkanów w rodzinnym Alcázar de San Juan 16 sierpnia 1926 roku. Kontynuował naukę w kolegium franciszkanów w La Puebla de Montalbán (Toledo) w latach 1928–1930. Następnie wstąpił do nowicjatu w Arenas de San Pedro (Ávila) 1 września 1930 roku. Mimo ciągłego namawiania go do powrotu do rodzinnego domu, złożył pierwszą profesję 2 września 1931 roku.
Studia filozoficzno-teologiczne odbywał najpierw w Pastranie (Guadalajara), a następnie w Consuegra (Toledo). Nie mógł złożyć ślubów wieczystych ze względu na wymaganą gotowość do odbycia służby wojskowej. Był autorem kilku prostych wierszy o tematyce religijnej. Ramón, mimo narastającego napięcia w Hiszpanii, a następnie wybuchu wojny domowej, nie opuścił zakonu. Został rozstrzelany wraz ze współbraćmi z konwentu w Boca de Balondillo (Fuente el Fresno, Ciudad Real) 16 sierpnia 1936 roku.
Podczas wojny domowej zginęli również jego ojciec i bracia za pomoc ukrywającym się osobom zakonnym.

## Beatyfikacja
Brat kleryk Saturnino Río Rojo OFM został ogłoszony błogosławionym wraz z innymi 497 męczennikami hiszpańskimi przez papieża Benedykta XVI na Placu Świętego Piotra 28 października 2007 roku. Mszy przewodniczył prefekt Kongregacji Spraw Kanonizacyjnych kardynał José Saraiva Martins.
Wspomnienie liturgiczne obchodzone jest jako obowiązkowe przez zakony franciszkańskie na terenie Hiszpanii, przypada 6 listopada.